# Landesschülervertretungen Schleswig-Holstein
Die Landesschülervertretungen Schleswig-Holstein (kurz: LSVen S-H) sind die legitimierten und im Schulgesetz des Landes verankerten offiziellen Interessenvertretungen der Schülerschaft. Die Landesschülervertretungen sind in Schleswig-Holstein nach Schularten gegliedert. Es gibt eine LSV für die Gymnasien, eine für die Gemeinschaftsschulen, eine für die berufsbildenden Schulen und eine für die Förderzentren.

## Aufgaben
Die Aufgabe der LSVen in Schleswig-Holstein ist es, die Meinung der Schüler gegenüber dem Landeselternbeirat, den Lehrervertretungen, vor allem aber gegenüber den Parteien im Landtag und gegenüber dem Bildungsministerium zu vertreten. Im konkreten Fall bedeutet dies, dass die LSVen zu allen bildungspolitischen Anhörungen im Landtag, z. B. zum Schulgesetz, zur Anhörung gebeten werden und dort die Meinung der Schülerinnen und Schüler vertreten dürfen. Weiterhin können die LSVen Anfragen und Wünsche an das Ministerium und die Parteien im Landtag stellen und aktiv im bildungspolitischen Geschehen mitwirken.

## Struktur
Die Landesschülervertretungen sind in Schleswig-Holstein nach Schularten gegliedert. Jede Schulart besitzt ihr eigenes Landesschülerparlament und ihren eigenen Landesvorstand. An den Landesschülerparlamenten nehmen von jeder Schule ein bzw. zwei Delegierte teil, die Anzahl ist bei den Schularten unterschiedlich. Diese Landesschülerparlamente wählen aus ihrer Mitte einen Landesschülersprecher, als Repräsentant nach außen hin und als Vorsitz des Landesvorstandes, bis zu drei stellvertretende Landesschülersprecher, und acht weitere Vorstandsmitglieder, die den Landesvorstand komplettieren. Der gesamte Landesvorstand wird jedes Jahr aufs Neue für ein Jahr Amtszeit gewählt.
Im regelmäßigen Turnus von drei Monaten werden die sogenannten Landesarbeitsgemeinschaftssitzungen einberufen. Zu dieser Sitzung werden die vier Landesschülersprecher sowie dessen stellvertretenden der verschiedenen Schulformen entsendet. Dieses Gremium dient als Plattform der Kommunikation unter den LSVen S-H und zur gemeinsamen Zusammenarbeit. Auch bestimmt dieses Gremium über die Verteilung des gemeinsamen Etats, welches vom Bildungsministerium bereitgestellt wird. Außerdem wird die Bundesdelegation von diesem Gremium legitimiert.
Die LSVen S-H beteiligen sich an der Bundesschülerkonferenz. Dabei wird ein Bundesdelegierter aus jeder Schulform gewählt. Die Bundesdelegation vertritt die Anliegen der Schülerinnen und Schüler gegenüber dem Bundesgremien. Die Bundesdelegation wird aus der Mitte der Landesvorstände der LSVen bei der LAG der LSVen S-H gewählt und entsendet.

## Inhaltliche Ausrichtung
Alle Landesvorstände arbeiten getrennt voneinander und sind nicht verpflichtet, die gleiche Meinung zu haben und zu vertreten. Die Landesschülervertretungen der berufsbildenden Schulen, Gymnasien und für die Gemeinschaftsschulen haben ein vom Landesschülerparlament beschlossenes Grundsatzprogramm, welches auf den Landesschülerparlamenten stetig erweitert und aktualisiert wird. Nach diesen Programmen arbeiten und handeln die jeweiligen Landesvorstände nach bestem Wissen und Gewissen.

## Belege
- Schulgesetz des Landes S-H vom 9. Februar 2007 § 83 Landesschülervertretung
- Satzung der Landesschülervertretung der Gymnasien in Schleswig-Holstein (Stand: 12. November 2022)
- „Von wegen Klappe halten(Nutze Dein Recht)“ Infobroschüre der LSV der Gymnasien zu Schülerrechten
- Landesportal Schleswig-Holstein. Abgerufen am 7. Januar 2016